# Tártaros de China
Los tártaros de China (chino:  塔塔尔族; pinyin: Tâtâ'êr zú) conforman una de las 56 minorías étnicas oficialmente reconocidas por el gobierno de la República Popular China. Su población, aproximadamente de unos 5000 individuos, se concentra en las zonas de las ciudades de Ürümqi y Tacheng, en la provincia de Sinkiang. Son una de las nacionalidades más pequeñas de todas las oficiales. Véase también: Tártaros para una visión global de todos los pueblos a los que se denomina por este nombre.

## Idioma
El idioma tártaro pertenece a la rama de lenguas túrquicas. Sin embargo, tan sólo unos 1000 tártaros chinos son capaces de hablar este idioma. Este idioma utiliza un alfabeto basado en el alfabeto árabe para su escritura.
Como consecuencia de las interrelaciones establecidas por esta etnia con otros pueblos, la mayoría de los tártaros en China son capaces de hablar los idiomas de sus vecinos: el uigur y el kazajo.

## Historia
La historia de los tártaros en China se remonta a los tiempos de la dinastía Tang. En ese periodo, el nombre de "tártaros" se utilizaba para denominar a diversas tribus nómadas dado el poder que llegó a alcanzar este pueblo. Posteriormente, los tártaros quedaron bajo dominio mongol y su nombre sirvió en Occidente para denominar a los propios mongoles.
En el siglo XIX, durante la crisis de la Rusia zarista, un buen número de tártaros que habitaban en la zona cercana al río Volga decidió emigrar más al sur y terminó estableciéndose en la provincia de Sinkiang.

## Cultura
La mayoría de los tártaros vive en zonas urbanas. Les gusta decorar su viviendas con alfombras de vivos colores que suelen mantener en perfecto estado de conservación. Cuando una pareja contrae matrimonio se traslada a vivir a un nuevo apartamento, dejando la vivienda familiar. 
La vestimenta tradicional de las mujeres suele incluir diademas de flores decoradas con pequeños adornos de plata. Las faldas son de colores vistosos. Los hombres utilizan camisas blancas sobre las que colocan chalecos, generalmente de color negro. Suelen llevar sombreros también de color negro. En la actualidad, la mayoría de los tártaros viste de modo occidental por lo que los trajes tradicionales se reservan sólo para ocasiones especiales.
Cuando muere una persona, el cuerpo se envuelve en una tela de color blanco sobre la que se coloca una piedra o un cuchillo. El cuerpo siempre sale de la vivienda con la cabeza por delante. 

## Religión
La mayoría de los tártaros de China son practicantes del Islam suní. Suelen compartir las mezquitas con sus vecinos uigures, kazajos y kirguises.